# Верхняя Жужмановка (Козельщинский район)

Верхняя Жужмановка (укр. Верхня Жужманівка) — село,
Солоницкий сельский совет,
Козельщинский район,
Полтавская область,
Украина.
Код КОАТУУ — 5322084903. Население по переписи 2001 года составляло 69 человек.

## Географическое положение
Село Верхняя Жужмановка находится на расстоянии до 1,5 км от пгт Новая Галещина и сёл Подгоровка, Бутояровка и Ольговка.
Рядом проходит автомобильная дорога М-22 (E 577).

## История
Село указано на трехверстовке Полтавской области. Военно-топографическая карта.1869 года как хутор Гноевый